# Broćanac (Neum, BiH)
Broćanac je naseljeno mjesto u općini Neum, Federacija BiH, BiH.
Broćanac se dijeli na Gornje i Donje Selo. Iza sela se nalazi brdo Žaba, s najvećim vrhom na nadmorskoj visini od 953 metara. U Broćancu se nalazi crkva Sv.Ivana koji je i zaštitnik sela. Sveta mise se služi samo na dan Sv. Ivana koji se slavi 27. prosinca.

## Stanovništvo

### 1991.
Nacionalni sastav stanovništva 1991. godine, bio je sljedeći:
ukupno: 84
- Hrvati - 83
- ostali, neopredijeljeni i nepoznato - 1

### 2013.
Nacionalni sastav stanovništva 2013. godine, bio je sljedeći:
ukupno: 74
- Hrvati - 73
- ostali, neopredijeljeni i nepoznato - 1

## Povijest
Selo se spominje u izvještaju splitskoga dominikanca Danijela iz 1589. pod nazivom Brocchinaz.
U razdoblju 1683. – 1699. bjesnio je Bečki ili Morejski rat. Pred sam rat Turci su od svake kuće uzeli po jednog čovjeka za stražu. Nikolu Nonkovića iz Broćanca, s još trojicom harambaša, postaviše za starješinu Zažablja. Nikola je kao serdar nad 30 sela i zapovjednik nad više od 700 ljudi u ime velikog vezira držao stražu na Kamenicama. U ljeto 1684. god. potajno je zamolio Mlečane da ne šalju uskoke u Zažablje te ih pozvao da uđu u Neretvu, obećavši im u ime 360 kuća pomoć od 740 boraca. Mlečani su pristali i tako je Nonković iz Broćanca krenuo u bitke protiv Turaka.Mlečani su osobito cijenili Nonkovićeve vojnike, koje su zvali „hrvatske jedinice“. Godine 1690./1691. je i oko 6000 Turaka opsjelo Smrdan u blizini Neuma, a obranilo ga je samo 57 branitelja. Nonkoviće Mlečani nagrađuju povjeravajući im svoje novoizgrađene kule u Slivnu i Kleku.Nonkovića je pogunio u bitci u Ljubinju gdje je poveo svojih 800 vojnika,naslijedio ga je njegov sin Vule koji je prodro u kulu pobio 80 turaka a ostale zarobio.
Danas od ostataka Nonkovića iz Broćanca ostaje čatrnja "Nokuša".

### Članci
- Vidović, Domagoj. 2009. Gradačka toponimija. Folia onomastica Croatica. Zavod za lingvistička istraživanja HAZU. Zagreb.  (18): 171–221

## Vanjske poveznice
- Satelitska snimka  Arhivirana inačica izvorne stranice od 27. veljače 2014. (Wayback Machine)